# Mario Leitner
Mario Leitner (* 2. Februar 1997 in Sankt Veit an der Glan) ist ein österreichischer Kanute.

## Leben und Karriere
Mario Leitner nahm für Österreich an den Olympischen Sommerspielen 2016 im Kanuslalom-Wettkampf mit dem Einer-Kajak teil. Er scheiterte am Einzug in das Finale.
Bei den Kanuslalom-Europameisterschaften 2024 in Ljubljana holte er die Silbermedaille im Kajak-Einzel sowie gemeinsam mit Felix Oschmautz und Moritz Kremslehner die Silbermedaille im Kajak-Teambewerb.
Leitner ist aktiver Sportler des Heeressportzentrums des Österreichischen Bundesheers. Als Heeressportler trägt er derzeit den Dienstgrad Korporal.